# 流通業務市街地の整備に関する法律
流通業務市街地の整備に関する法律（りゅうつうぎょうむしがいちのせいびにかんするほうりつ、昭和41年7月1日法律第110号）は、流通業務市街地の整備に関する日本の法律である。略称は、流通業務市街地整備法、あるいは流市法。
法令番号は昭和41年法律第110号、1966年（昭和41年）7月1日に公布された。

## 構成
- 第1章　総則（第1条・第2条）
- 第2章　流通業務施設の整備に関する基本指針及び基本方針（第3条・第3条の2）
- 第3章　流通業務地区及び流通業務団地（第4条―第8条）
- 第4章　流通業務団地造成事業
  - 第1節　流通業務団地造成事業の施行（第9条・第10条）
  - 第2節　削除［当初：測量、調査及び事業用地の取得等］（第11条―第24条）
  - 第3節　施行計画及び処分計画（第25条―第29条）
  - 第4節　造成施設等の処分等（第30条―第39条）
  - 第5節　補則（第39条の2―第47条）
- 第5章　雑則（第47条の2―第48条の3）
- 第6章　罰則（第49条―第53条）